# Associazione nazionale piloti aviazione commerciale
L'Associazione nazionale piloti aviazione commerciale (ANPAC), fondata il 4 dicembre 1952, è l'associazione professionale dei piloti commerciali italiani e, per numero di iscritti, il loro principale sindacato.
Riconosciuta a livello internazionale è membro attivo dell'International Federation of Air Line Pilots' Associations (IFALPA), associazione che riunisce oltre 100.000 piloti in tutto il mondo, e dell'European Cockpit Association (ECA) 38.000 piloti di tutta Europa.
Nel corso degli anni ha sempre rappresentato il sindacato e l’associazione professionale di riferimento per tutti i Piloti, le Aziende, gli Enti e le Istituzioni del trasporto aereo italiano.
Nel 2012 a seguito degli accordi di unificazione tra l'associazione professionale UNIONE PLIOTI e la IPA (CGIL) è stata costituita ANPAC (Associazione Professionale Piloti Aviazione Commerciale) e nel 2014 si è fusa con AVIA, l’associazione sindacale maggiormente rappresentativa degli assistenti di volo italiani. Da quella data ANPAC diventa Associazione Nazionale Professionale Aviazione Civile.
La nuova associazione dei piloti e degli assistenti di volo operanti in Italia è la più grande associazione professionale del trasporto aereo nazionale, supera la storica debolezza negoziale dovuta alla frammentazione della rappresentanza e si pone per il futuro come naturale interlocutore, per aziende, istituzioni e sindacati confederali, nella trattazione di materie che impattano sulle professioni che operano nll'aviazione civile nazionale.
È fonte istitutiva e presente nei consigli di amministrazione di FONDAEREO (fondo pensione complementare negoziale dei piloti e degli assistenti di volo) e di SANIVOLO (cassa di assistenza sanitaria integrativa dei piloti).
E’presente attraverso propri membri nel Comitato di gestione del Fondo di Solidarietà del Trasporto Aereo (istituito presso Inps e che eroga prestazioni integrative agli ammortizzatori sociali e alla formazione per piloti, assistenti di volo e personale di terra), nel Comitato degli Assistiti presso il Ministero della Salute - SASN (servizio assistenza sanitaria naviganti) e nel Comitato di vigilanza del Fondo Volo presso Inps.